# 라구 볼로녜세
라구 볼로녜세(이탈리아어: ragù bolognese) 또는 라구 알라 볼로녜세(이탈리아어: ragù alla bolognese)는 볼로냐 지역의 라구이다. 라구 나폴레타노와 함께 이탈리아의 대표적인 소스로 꼽힌다. 볼로냐 현지에서는 라고(에밀리아어: ragó)라 불린다.
주로 탈리아텔레나 라사냐 요리에 쓰인다. 파파르델레나 페투치네 등 넓고 납작한 파스타를 탈리아텔레 대신 쓰기도 한다.

## 사진

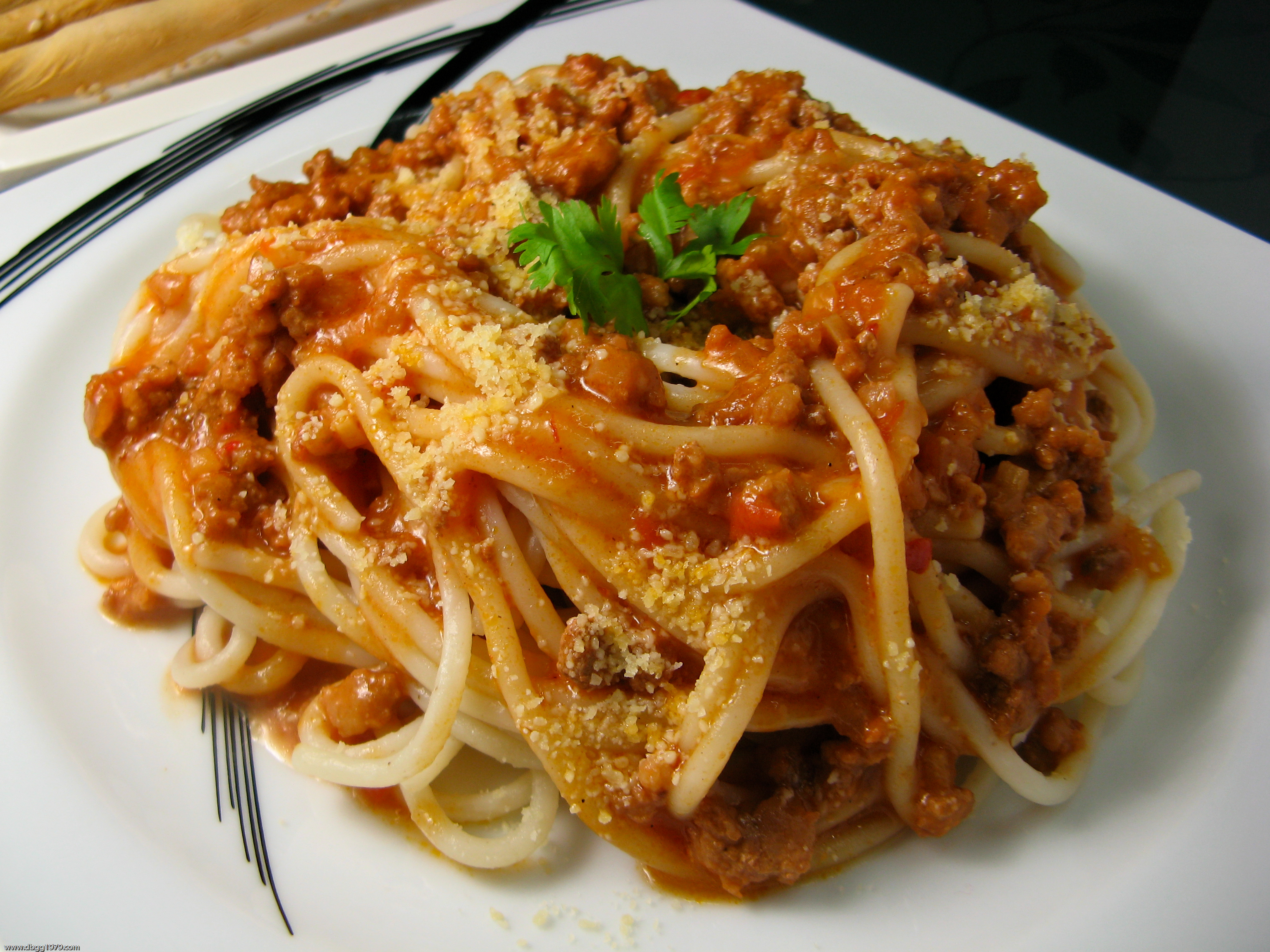
라구 볼로녜세를 곁들인 스파게티
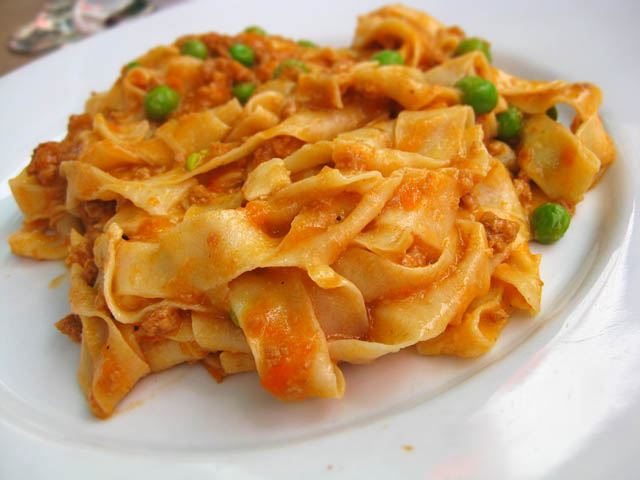
라구 볼로녜세를 곁들인 파파르델레
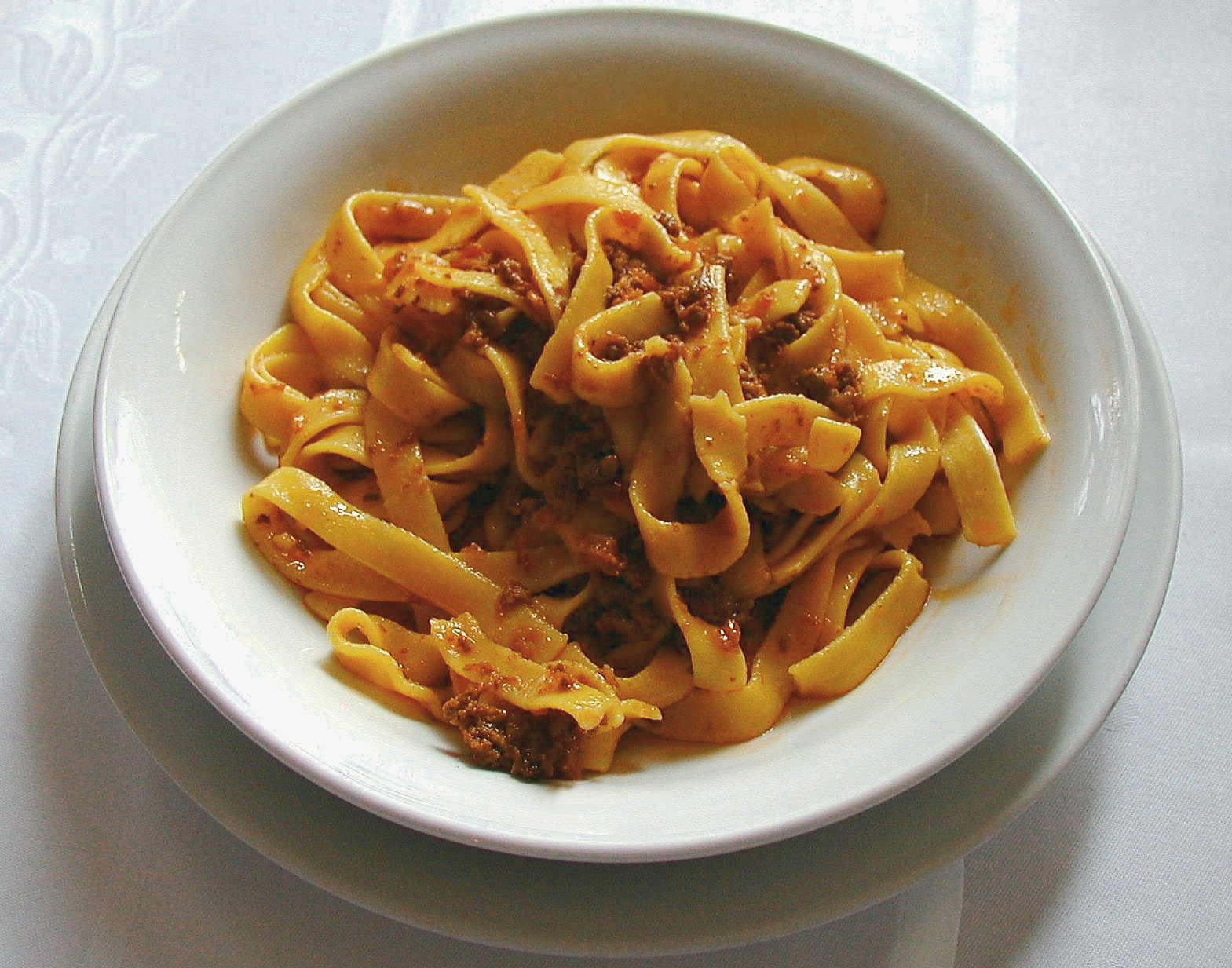
라구 볼로녜세를 곁들인 페투치네
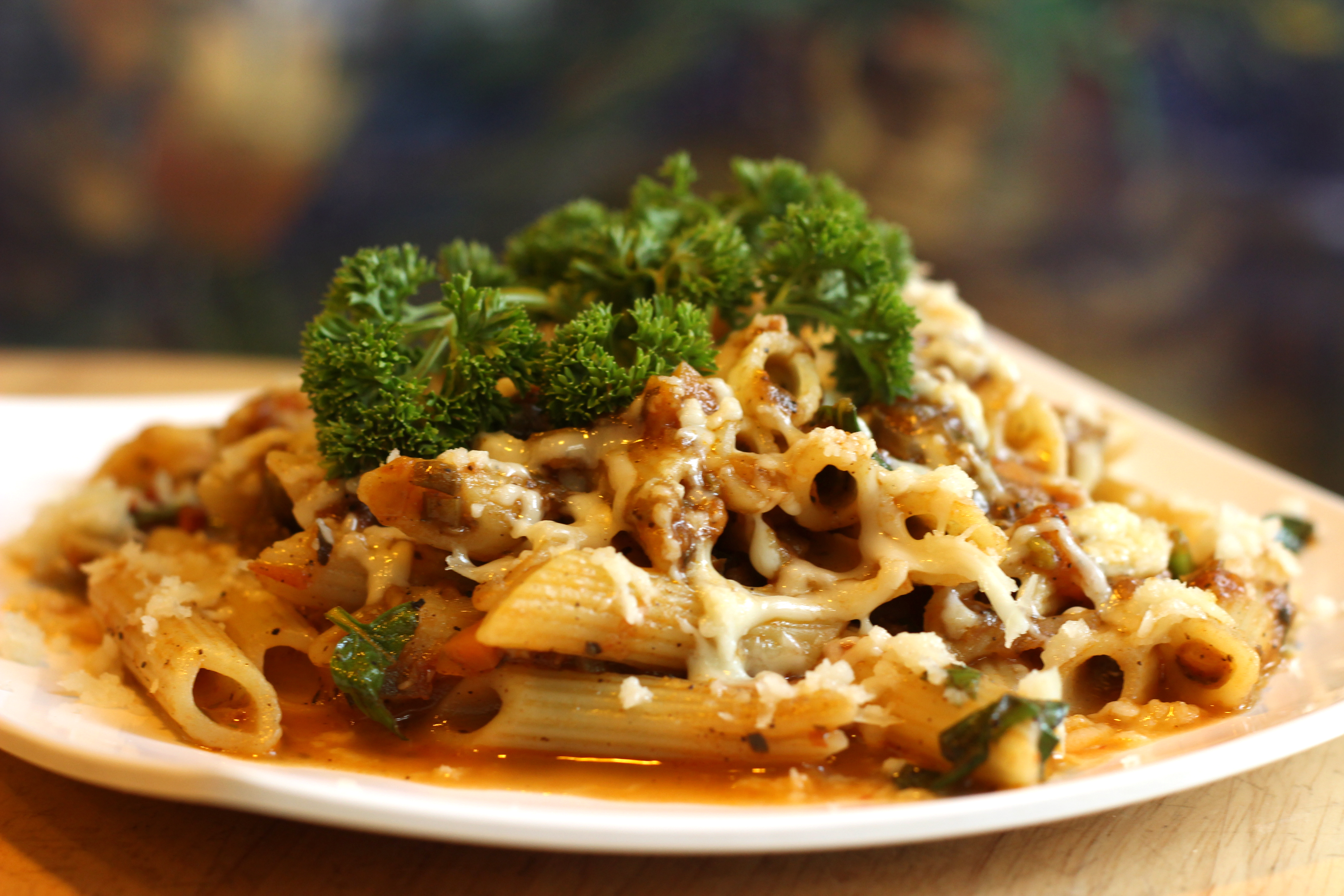
라구 볼로녜세를 곁들인 펜네

## 같이 보기
- 라구 나폴레타노